# Автостоп (железная дорога)
Автосто́п — комплекс устройств на локомотиве и на пути, который, в случае потери бдительности машинистом, приводит в действие автотормоза состава, тем самым осуществляя экстренное торможение поезда. Автостопы применяются совместно с устройствами автоматической локомотивной сигнализации.
Простейшим типом автостопа является механический, в котором путевая часть состоит из путевой скобы, устанавливаемой у входных и выходных светофоров полуавтоматического действия и у маневровых светофоров, поднимающейся при запрещающем сигнале светофора, а локомотивная — из срывного клапана, рамка которого входит в механический контакт с путевой скобой, находящейся в поднятом положении, что приводит к разрядке тормозной магистрали и торможению состава.
Более сложные системы автостопа могут использовать также информацию о допустимой (получаемой через АЛС) и фактической (по датчикам с колёсных пар) скорости движения, а также выдавать предупредительный сигнал машинисту через устройство контроля бдительности машиниста, который, в случае своевременной (7—8 секунд) реакции может отменить экстренное торможение и воспользоваться штатным.

## Обобщённая классификация автостопов
| Классификационный признак          | Типы                                                                      | Принцип работы |
| ---------------------------------- | ------------------------------------------------------------------------- | --- |
| Тип автоматической сигнализации    | Точечный механический автостоп                                            | Срабатывает при проезде на запрещающий сигнал светофора. |
| Тип автоматической сигнализации    | Автостоп непрерывного действия                                            | Срабатывает при получении команды «стой!» по АЛСН, либо при превышении фактической скорости над предписываемой АЛСН. |
| Режим работы                       | Неабсолютный автостоп                                                     | После начала действия сигнала электро-пневматического клапана, автостоп выключается путём однократного или периодического нажатия рукоятки бдительности, а торможение производит сам машинист. |
| Режим работы                       | Абсолютный автостоп                                                       | При абсолютном режиме действия автостопа его отключение при помощи рукоятки бдительности невозможно. Автостоп срабатывает при проезде поездом путевого светофора со скоростью выше допустимой, а также при превышении скорости следования по блок-участку. |
| Действие на тормозное оборудование | С контролем бдительности машиниста и не абсолютно действующим автостопом. | В случае смены более разрешающего сигнала на менее разрешающий машинисту подаётся специальный сигнал. В течение 6—8 с момента подачи сигнала машинист должен подтвердить свою бдительность кратковременным нажатием на рукоятку бдительности. После нажатия автостоп отключается, и машинист должен выполнить остановку поезда. Если в течение установленного времени нажатие рукоятки не произойдет, автостоп сработает, что приведёт к остановке состава. |
| Действие на тормозное оборудование | С контролем скорости и абсолютно действующим автостопом.                  | Автостоп срабатывает при приближении поезда к препятствию, а также при превышении фактической скорости проезда светофора при конкретном сигнале. Подтверждение бдительности не отключает автостоп. |
| Действие на тормозное оборудование | С авторегулированием скорости.                                            | В систему программируется определённая скорость движения поезда по каждому перегону. В случае превышения этой скорости автоматически будет произведено торможение состава, которое будет продолжаться до тех пор, пока фактическая скорость движения состава не снизится до запрограммированной. |

## Точечный механический автостоп
Основными составными частями точечного механического автостопа являются путевая скоба, которая крепится на железнодорожном пути, и рамка срывного клапана, которая крепится на колёсную тележку локомотива либо вагона.
Срывной клапан предназначен для производства автоматической экстренной разрядки тормозной магистрали при проезде поездом запрещающего сигнала, а также при превышении установленной скорости движения поезда на участках, оборудованных инерционными путевыми шинами. Клапан устанавливается на неподрессоренной части вагона.
При подаче на светофор красного сигнала, автостоп, установленный рядом со светофором, приводится в закрытое положение — электродвигатель, которым снабжена путевая скоба, приводит её в вертикальное положение. Таким образом, скоба становится препятствием на пути движения рамки срывного клапана. При проезде поездом запрещающего сигнала светофора, рамка ударяется о путевую скобу, что приводит к открытию срывного клапана и как следствие к разрядке тормозной магистрали состава — происходит экстренное торможение.
При зелёном сигнале светофора, путевая скоба находится в горизонтальном положении и как следствие — автостоп не работает.
Недостатком механического автостопа является недостаточная устойчивость его работы при плохих погодных условиях (сильный мороз, обледенение), что усложняет его использование на железных дорогах, однако не препятствует использованию в метрополитенах.

## Автостоп непрерывного действия
Основным элементом автостопа непрерывного действия является электропневматический клапан (ЭПК), который осуществляет подачу предупредительного сигнала машинисту (свисток) о возможности срабатывания автостопа и осуществления торможения состава до полной остановки.
Электропневматический клапан содержит электромагнитный вентиль, управляемый контрольными органами дешифратора и несколько пневматических узлов, один из которых связан с тормозной магистралью поезда.
Электропневматический клапан может находиться в 4 состояниях:
- рабочее — клапан готов к восприятию команд дешифратора;
- предупредительное — подаётся свисток о предстоящем торможении;
- тормозное — происходит быстрая разрядка тормозной магистрали;
- зарядное — происходит восстановление ЭПК при отпуске тормозов.

Включение автостопа происходит путём размыкания реле бдительности электрической цепи, от которой зависит электропневматический клапан, при смене более разрешающего сигнала светофора на менее разрешающий. В этот момент машинисту подаётся сигнал о возможности срабатывания автостопа (предупредительное состояние ЭПК). Задача машиниста — отреагировать на сигнал нажатием рукоятки бдительности, отметив, тем самым, свою готовность приступить к торможению. После нажатия рукоятки реле вновь включается, замыкая электрическую цепь, а автостоп не срабатывает. Данный процесс повторяется при каждой смене показаний светофора.
Если реакции от машиниста не последует в течение 7—8 секунд, контакты ЭПК разомкнутся, срывной клапан сообщит тормозную магистраль с атмосферой, что приведёт к её разрядке и как следствие к торможению состава (тормозное состояние ЭПК). Размыкание контактов ЭПК делает невозможным вмешательство машиниста в уже начавшийся процесс торможения. Кроме того, электропневматический клапан связан с цепями управления локомотивом — при срабатывании ЭПК, его концевой выключатель замыкает специальное реле, размыкающее цепь тяги.
Восстановление ЭПК осуществляется при помощи специального ключа, который использует машинист (зарядное состояние ЭПК), и тормозная система приводится в нормальное положение.

## Защитные участки
Ввиду того, что экстренное торможение при срабатывании автостопа наступает при фактическом проезде запрещающего сигнала, то для исключения столкновения состава с впереди остановившемся поездом за каждым проходным светофором отводится специальный отрезок пути — защитный участок. Длина защитного участка должна быть не меньше длины автостопного торможения.